# HKK Široki
El HKK Široki (Hrvatski košarkaški klub Široki) és un club de bàsquet de la ciutat de Široki Brijeg a Bòsnia i Hercegovina.
Fundat el 1974, el club es va convertir en el centre de bàsquet al sud-oest de la República Socialista de Bòsnia i Hercegovina. Amb el nom de KK Mladost, el club va participar en lligues inferiors durant anys, però va haver de deixar les seves activitats durant dos anys, el 1992, a causa de la Guerra de Bòsnia. Després, el club va passar a anomenar-se HKK Široki i va aconseguir un lloc a la recent creada lliga nacional de Bòsnia, on s'ha convertit en el club amb més èxits.

## Palmarès
- Lliga bosniana
  - Campions (10): 1997-98, 2001-02, 2002-03, 2003-04, 2006-07, 2008-09, 2009-10, 2010-11, 2011-12, 2018-19
  - Finalistes (7): 2000-01, 2004-05, 2005-06, 2012-13, 2013-14, 2014-15, 2019-20
- Copa bosniana
  - Campions (9): 1997-98, 2001-02, 2002-03, 2003-04, 2005-06, 2007-08, 2010-11, 2011-12, 2013-14